# Осторожно: дети!
«Осторожно: дети!» — российское скетч-шоу, рассчитанное на семейную аудиторию. От создателей «6 кадров», у которого же и был заимствован формат. Производство «Киноконстанта» при участии Story First Production по заказу СТС.

## История
Идея создать на основе скетч-шоу «6 кадров» (для которого характерны короткие скетчи без постоянных персонажей) программу, продолжившую бы дело «Ералаша», появилась ещё в 2011 году. Съёмки проходили в 2012 году на территории ВДЦ «Орлёнок» (Туапсинский район). Снимать в лагере предложил один из режиссёров, Константин Фам.

## Актёры
- Валерий Гаркалин
- Ольга Волкова
- Георгий Мартиросьян
- Наталья Крачковская
- Анатолий Кощеев
- Олег Филипчик
- Мария Берсенева
- Алексей Огурцов
- Ксения Энтелис
- Дмитрий Белоцерковский
- Мария Добржинская
- Алексей Рыжков
- Ксения Теплова
- Роман Маякин
- Алёна Проданова
- Валерий Трошин
- Виктория Тарасова
- Ольга Дибцева
- Сергей Мелконян
- Артём Терехов
- Анна Чурина
- Ирина Денисова
- Анатолий Кот
- Александр Числов
- Татьяна Косач
- Татьяна Жукова-Киртбая
- Мария Аронова
- Любовь Германова

## Актёры-дети
- Эрик Холявко-Гришин
- Даниэль Нуриахметов
- Марта Дроздова
- Андрей Карасевич
- Саша Филипчик
- Иман Байсаева
- Руслан Щедрин
- Дима Хоперский
- Стас Наумов
- Серёжа Наумов
- Саша Бирюков
- Саша Булатов
- Варя Ревнюк
- Настя Майорова
- Ульяна Рожкова
- Арсений Гусев
- Миша Процько
- Илья Абин
- Максим Бычков
- Алина Бабак
- Олег Крутицкий
- Иван Непомнящий
- Даня Семченков
- Андрей Попович
- Женя Попович
- Лёша Онежин
- Никита Богомолов
- Арсений Мурзин
- Саша Коновалов
- Даня Филенко
- Бажена Павленко
- Валентин Садики
- Егор Чуднов
- Мансур Гасанов

## Критика
Бывшая телеведущая СТС Татьяна Лазарева в апреле 2015 года в эфире телеканала «Дождь» в интервью Наталье Синдеевой раскритиковала детское вещание своего бывшего канала и данную программу в частности, назвав их развращающими. В качестве обоснования своей позиции она привела в пример несколько сюжетов скетч-шоу, в одном из которых дети дают взятку, в другом — проявляли неуважение к пожилому человеку.